# 硒氰酸钾
硒氰酸钾是一种无机化合物，化学式为KSeCN，是一种无色的、极易潮解的针状晶体。

## 制备
硒和纯的氰化钾共熔，可以得到硒氰酸钾，在热水或乙醇中反应亦可：
Se + KCN → KSeCN
但是，硒氰酸根离子和醇反应会产生有恶臭的烷基硒氰酸酯，在乙醇中的反应也是不受人喜欢的。
硒和亚铁氰酸钾反应也能得到硒氰酸钾：
K4[Fe(CN)6] + 4 Se —共熔→ 4 KSeCN + FeC2 + N2↑

## 物理性质
硒氰酸钾可溶于水、二甲基甲酰胺、乙二醇二甲醚、六甲基磷酰三胺、乙腈和甲醇，微溶于四氢呋喃。

## 化学性质
在丙酮中，硒氰酸钾可以和四乙酸铅反应，产生氰化硒(I)和硒氰酸铅(II)：
4 KSeCN + Pb(CH3COO)4 → 4 CH3COOK + Pb(SeCN)2 + Se2(CN)2
和五氟化碘反应也能得到氰化硒(I)：
10 KSeCN + 2 IF5 → 10 KF + I2 + 5 Se2(CN)2
和氯气（或溴反应）反应则得到二硒氰酸硒：
4 KSeCN + 2 Cl2 → Se(SeCN)2 + Se(CN)2 + 4 KCl
但有水存在时按下式反应：
16 KSeCN + 7 Cl2 + 3 H2O → 5 Se3(CN)2 + K2SeO3 + 6 HCN + 14 KCl
和碘在水中的反应则得不到硒的拟卤化物：
KSeCN + 3 I2 + 3 H2O → H2SeO3 + KI + 4 HI + ICN
硒氰酸钾遇酸分解，放出剧毒的氰化氢气体：
KSeCN + HCl → KCl + HCN↑ + Se↓
在有机合成中，硒氰酸钾可以用来制备硒氰酸烷基酯：
KSeCN + RX → RSeCN + KX（X=Cl, Br, I）
ClCH2CH2Br + KSeCN → ClCH2CH2SeCN + KBr